# 민병욱
민병욱은 대한민국의 전 축구 선수이며, 포지션은 공격수였다.

## 클럽 경력
1983년 한국의 공식 프로 리그인 수퍼리그이 출범 했을 때의 대우 로얄즈의 프로팀 첫 맴버들 중 한 명이였다.